# Alois Fuchs (Priester)

Prof. Alois Fuchs vor dem Ketzergericht. Karikatur von Martin Disteli, 1834

Alois Fuchs (* 8. August 1794 in Schwyz; † 28. Februar 1855 ebenda) war ein römisch-katholischer Priester in der Schweiz und von 1833 bis 1836 Stiftsbibliothekar in der Stiftsbibliothek St. Gallen.

## Leben und Wirken
Nachdem Fuchs von 1814 bis 1824 in Landshut bei Johann Michael Sailer und von 1823 bis 1824 in Tübingen bei Johann Sebastian von Drey, Johann Baptist von Hirscher und Johann Adam Möhler Theologie studiert hatte, erhielt er 1817 die Priesterweihe. 1816 bis 1823 war er Lehrer an der Lateinschule in Schwyz, von 1824 bis 1828 Pfarrer und Lehrer in Riemenstalden und von 1828 bis 1834 Lehrer an der Lateinschule sowie Spitalpfarrer in Rapperswil. Hier gelangte er wegen seiner liberalen Gesinnung in Konflikt mit dem Bischof von Chur und St. Gallen.
Aufsehen erregte Fuchs mit seiner am 13. Mai 1832 gehaltenen Predigt Ohne Christus kein Heil für die Menschheit in Kirche und Staat, worin er u. a. eine Dezentralisierung der Kirche, Diözesansynoden, eine Liturgie in deutscher Sprache und die Abschaffung der Zölibatspflicht forderte. Da er den von der Kurie verlangten Widerruf von acht aus dem Zusammenhang dieser Predigt gerissenen Stellen verweigerte, wurde er 1833 suspendiert, akzeptierte aber 1835 halbwegs und 1842 vollständig das päpstliche Urteil, worauf der Nuntius dieses aufhob.
Von 1833 bis 1836 war Fuchs Bibliothekar in der Stiftsbibliothek St. Gallen und lebte danach wieder in Schwyz. Er war Mitglied der Helvetischen Gesellschaft und wurde 1834 als Reaktion auf seine Suspendierung zu deren Präsidenten gewählt.